# Флинт (остров)
Флинт (англ. Flint Island) — атолл в архипелаге Лайн (Кирибати). Лежит в 138 км от острова Восток, в 201 км от атолла Каролайн. Высочайшая точка острова 8 метров. Площадь — 3,2 км².

## География
Остров Флинт — низменный атолл, окружённый рифами, что значительно затрудняет приближение к острову крупных судов. На Флинте очень низкая степень лесистости, среди деревьев преобладают кокосовые пальмы. На острове отсутствует источник постоянной пресной воды.

## История
Касательно истории открытия острова нет каких-либо данных, кроме того, что остров был открыт в 1801 году. Считается, что остров получил своё название в 1835 году (предположительно, так его назвал капитан Кин). В первой половине XIX века мимо острова проплывало множество судов, но ни одно из них, даже американская экспедиция, не высадились на Флинте. В дальнейшем права на остров предъявила американская компания по добыче гуано согласно Закону о гуано 1835 года, но сама добыча гуано этой компанией не велась. В 1870-х годах остров был передан в аренду британской компании, которая и начала добычу ценного удобрения (пик добычи гуано пришёлся на 1875—1880 годы). Добыча велась в центре острова, в дальнейшем гуано перевозилось по трамвайным линиям (полотно от них ещё сохранилось), а затем погружалось на суда. В 1881 году на острове была предпринята попытка по созданию кокосовой плантации на острове, но она не увенчалась успехом. Наиболее знаменательным событием в истории острова было солнечное затмение, наблюдаемое на Флинте 3 января 1908 года. Для этого на остров прибыла научная экспедиция из Калифорнии. В 1911 году остров был сдан в аренду компании по производству копры, которая велась 30 местными жителями острова, обрабатывавших 30 000 деревьев кокосовой пальмы. 16 октября 1934 года остров был исследован экспедицией из Гонолулу. В результате было зафиксировано 36 видов растений, хотя было отмечено, что местная флора была очень сильно погублена европейцами и производством копры.